# Дудік Тетяна Олегівна
Тетя́на Олегівна Ду́дік (нар. 21 червня 1985) — українська академічна веслувальниця. Бронзова призерка чемпіонату Європи. Представляла Дніпропетровську область.

## З життєпису
- Чемпіонат світу з веслування U23 2005 (Берестя) — четвірка; 9 місце
- Чемпіонат світу з академічного веслування 2006 — (Ітон) — вісімка; 12 місце
- Чемпіонат Європи з академічного веслування 2008 — (Афіни) — вісімка; 6 місце
- Чемпіонат Європи з академічного веслування 2009 (Берестя) — вісімка; 3 місце
- Чемпіонат Європи з академічного веслування 2010 — (Монтемор-у-Велю) — вісімка; 12 місце[3]